# 正四角台塔反柱
正四角台塔反柱（せいしかくだいとうはんちゅう、Gyroelongated square cupola）とは、23番目のジョンソンの立体で、正八角反柱の1つの底面に正四角台塔をつけた形である。

## 関連図形
| 正反八角柱 （正四角台塔を取り除く） | 正四角台塔 （正反八角柱を取り除く）     | 双四角台塔反柱 （正四角台塔を追加）     |
| 正四角台塔柱 （22.5°ねじる）        | 正三角台塔反柱 （台塔の角の数を減らす） | 正五角台塔反柱 （台塔の角の数を増やす） |